# Roville-devant-Bayon
Roville-devant-Bayon ist eine französische Gemeinde mit 746 Einwohnern (Stand: 1. Januar 2022) im Département Meurthe-et-Moselle in der Region Grand Est (vor 2016 Lothringen). Sie gehört zum Arrondissement Nancy und zum Kanton Meine au Saintois.

## Geografie
Roville-devant-Bayon im Norden der Landschaft Saintois liegt etwa 24 Kilometer südsüdöstlich von Nancy am Canal des Vosges.
Umgeben wird Roville-devant-Bayon von den Nachbargemeinden Neuviller-sur-Moselle im Norden, Lorey im Norden und Nordosten, Bayon im Osten, Virecourt im Südosten, Mangonville im Süden sowie Laneuveville-devant-Bayon im Westen.

## Bevölkerungsentwicklung
| Jahr                       | 1962 | 1968 | 1975 | 1982 | 1990 | 1999 | 2006 | 2019 |
| Einwohner                  | 666  | 720  | 827  | 737  | 628  | 680  | 709  | 769  |
| Quellen: Cassini und INSEE |      |      |      |      |      |      |      |      |

## Sehenswürdigkeiten
- Kirche Saint-Calixte aus dem 18. Jahrhundert

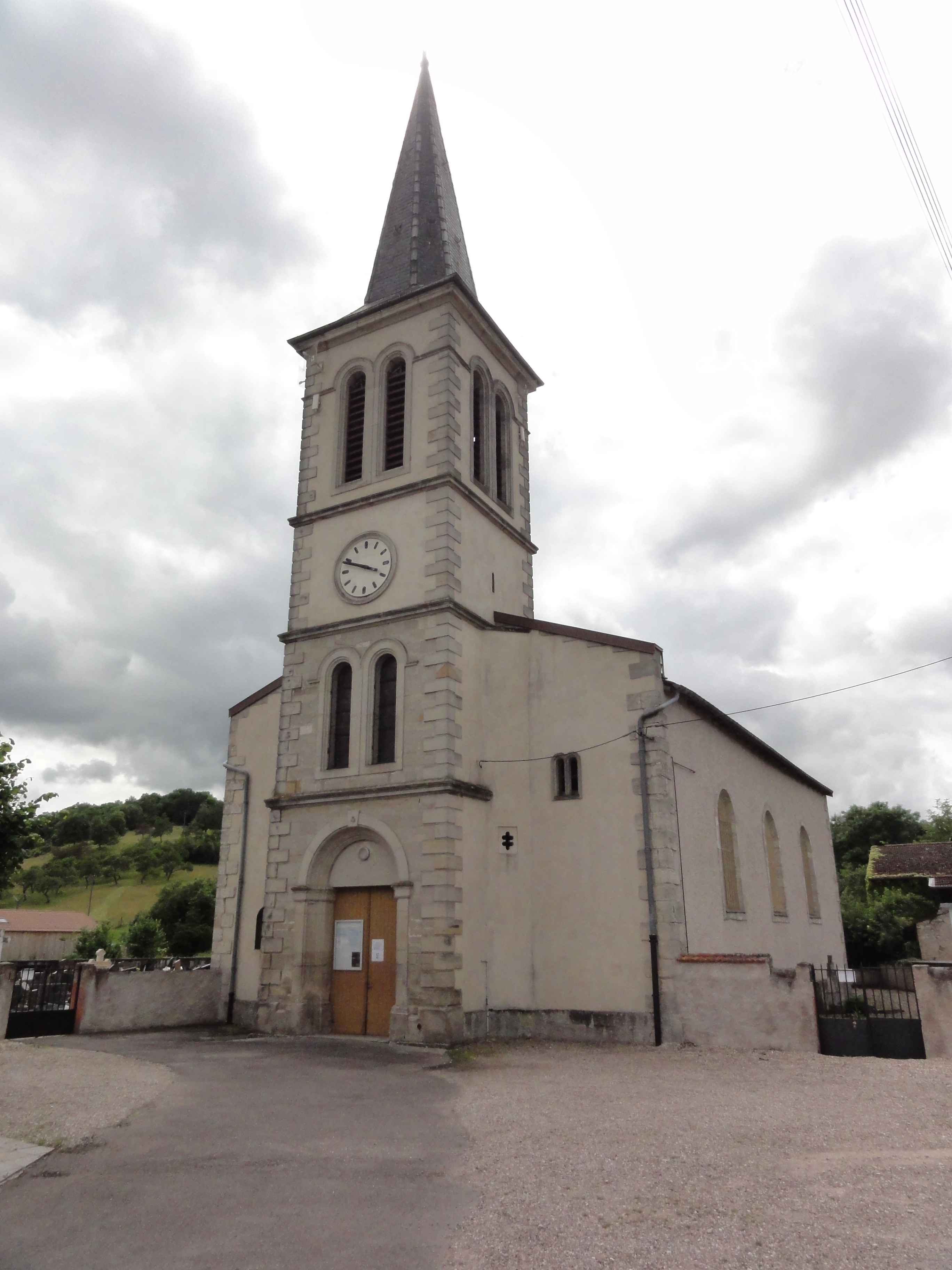
Kirche Saint-Calixte